# Urospatha sagittifolia
Urospatha sagittifolia är en kallaväxtart som först beskrevs av Edward Rudge, och fick sitt nu gällande namn av Heinrich Wilhelm Schott. Urospatha sagittifolia ingår i släktet Urospatha och familjen kallaväxter. Inga underarter finns listade.